# Świniarsko
Świniarsko (deutsch Schweinsanger) ist eine Ortschaft mit einem Schulzenamt der Gemeinde Chełmiec im Powiat Nowosądecki der Woiwodschaft Kleinpolen, Polen.

## Geographie
Der Ort liegt am linken Ufer des Flusses Dunajec im Sandezer Becken (Kotlina Sądecka).
Die Nachbarorte sind die Stadt Nowy Sącz im Osten, Podrzecze im Südwesten, Niskowa und Mała Wieś im Norden.

Das Dorf in der Gemeinde

## Geschichte
Der Ort wurde im Jahre 1225 erstmals urkundlich erwähnt. Seit 1257 gehörte er zu den Klarissen in Stary Sącz. Im Jahre 1280 wurde er als Swynarsco erwähnt. Später wurde er in zwei Teile getrennt: Świniarsko Major (Groß) und Świniarsko Minor (Klein, heutige Mała Wieś). Seit 1288 gehörte Świniarsko Major zu den Krakauer Bischöfen.
Nach der Ersten Teilung Polens kam Świniarsko zum neuen Königreich Galizien und Lodomerien des habsburgischen Kaiserreichs (ab 1804).
Im Jahre 1788 wurden im Zuge der Josephinischen Kolonisation deutsche Kolonisten lutherischer Konfession angesiedelt. Die Kolonisten gehörten zur Pfarrgemeinde in Stadła. Bis Ende des 19. Jahrhunderts wurden die Nachgeborenen der Kolonisten polonisiert. Im Jahre 1900 hatte das Dorf 681 Einwohner, davon alle polnischsprachig, 645 römisch-katholisch, 5 Juden, 31 anderen Glaubens (überwiegend evangelisch).
1918, nach dem Ende des Ersten Weltkriegs und dem Zusammenbruch der k.u.k. Monarchie, kam Świniarsko zu Polen. Unterbrochen wurde dies durch die Besetzung Polens durch die Wehrmacht im Zweiten Weltkrieg, während der es zum Generalgouvernement gehörte. Am 7. September 1939 wurde es als erste Dorf in diesem Gebiet von deutschen Truppen besetzt. Die polnischen Truppen töteten einen deutschen Offizier und als eine Vergeltung wurden 18 Bürger des Dorfes getötet und 26 Häuser abgebrannt.
Von 1975 bis 1998 gehörte Świniarsko zur Woiwodschaft Nowy Sącz.

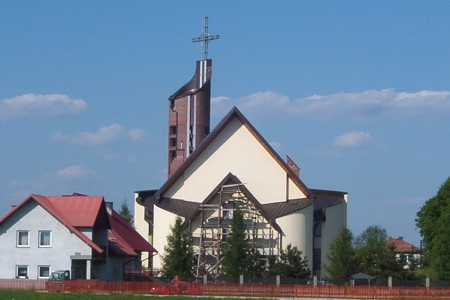
Katholische Kirche